# Trutz, blanke Hans
Trutz, blanke Hans ist eine Ballade von Detlev von Liliencron von 1882/83 und neben Pidder Lüng das wohl berühmteste Gedicht dieses Künstlers.

## Inhalt
Liliencron verarbeitet darin die Rungholtsage, nach der die reiche, aber gottlose Stadt Rungholt durch eine Sturmflut vernichtet wurde. Der Blanke Hans, auf den sich der Titel bezieht, ist eine friesische Bezeichnung für die Nordsee, der die Bewohner der Stadt in ihrer Hybris trotzen zu können glauben.
Als Hans Stern 1964 Liliencrons Ausgewählte Werke herausgab, passte er einige Stellen an, beispielsweise veränderte er „Die Stadt ging unter vor fünfhundert Jahren“ in „vor sechshundert Jahren“ und veränderte dabei auch den Sprechrhythmus, beispielsweise ersetzte er in „Dann holt das Untier tief Atem ein“ „tief“ durch „tiefer“ oder ließ in „Kein Korn mehr faßt selbst der größeste Speicher“ das „selbst“ weg.

Ausgabe von 1964
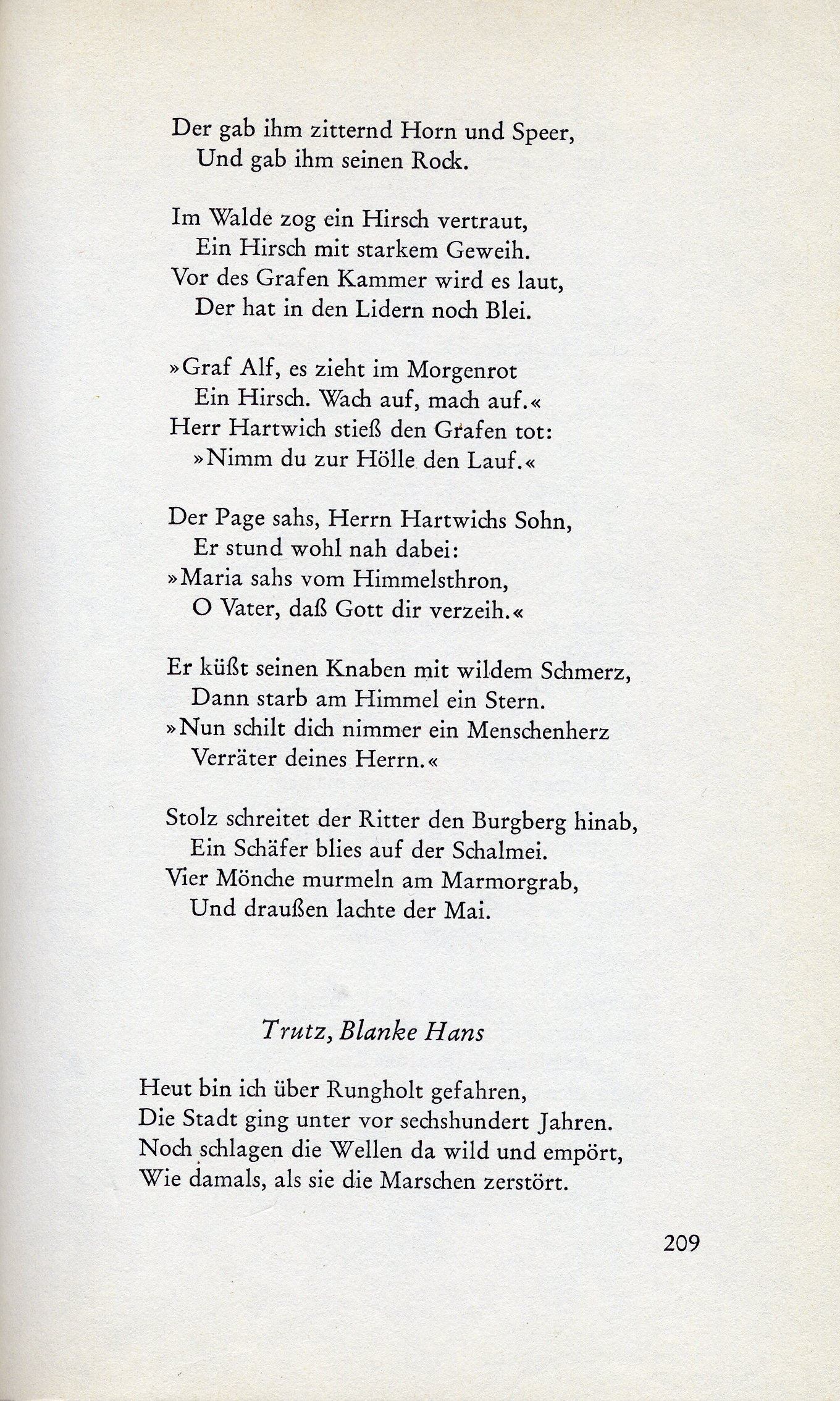
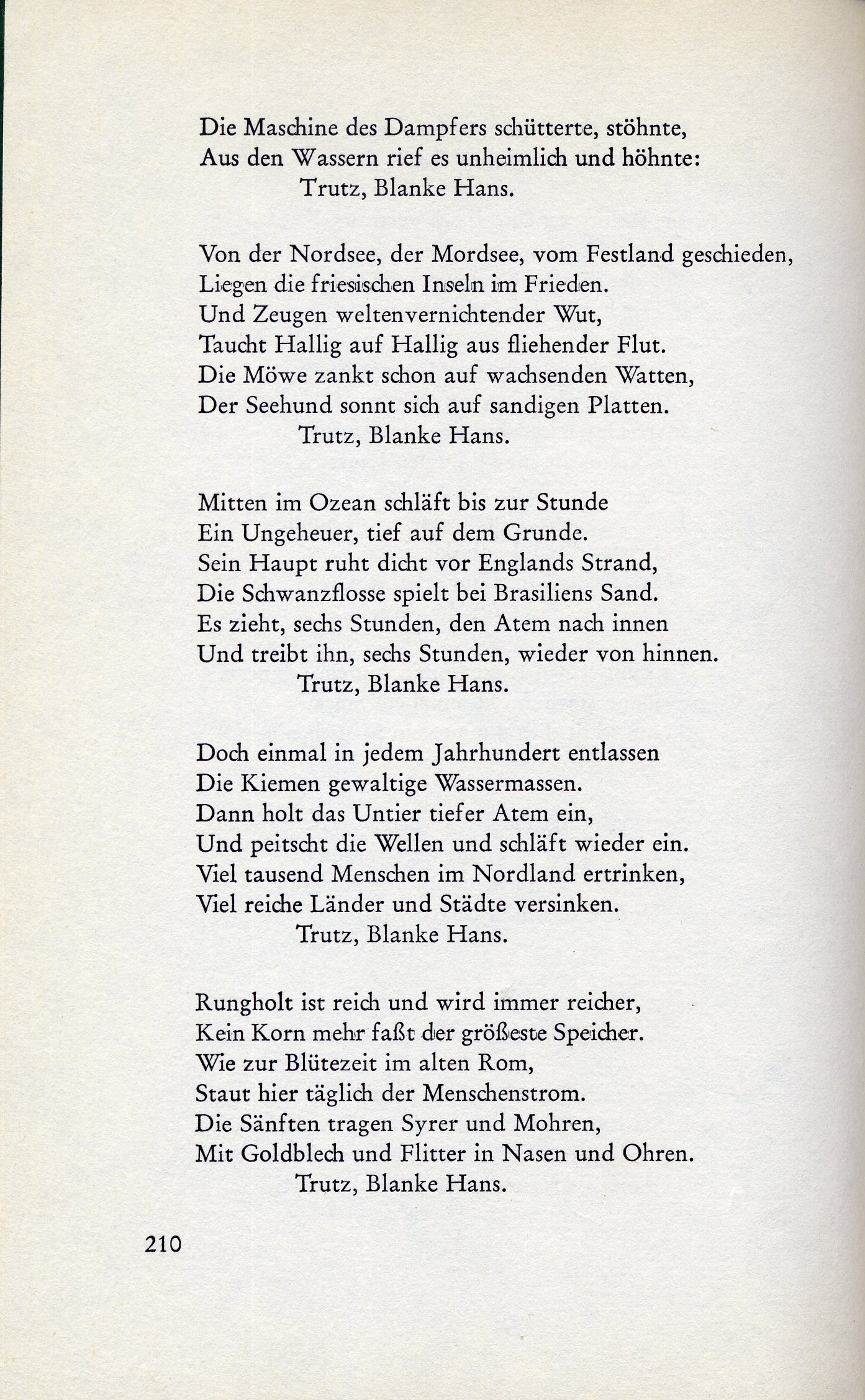
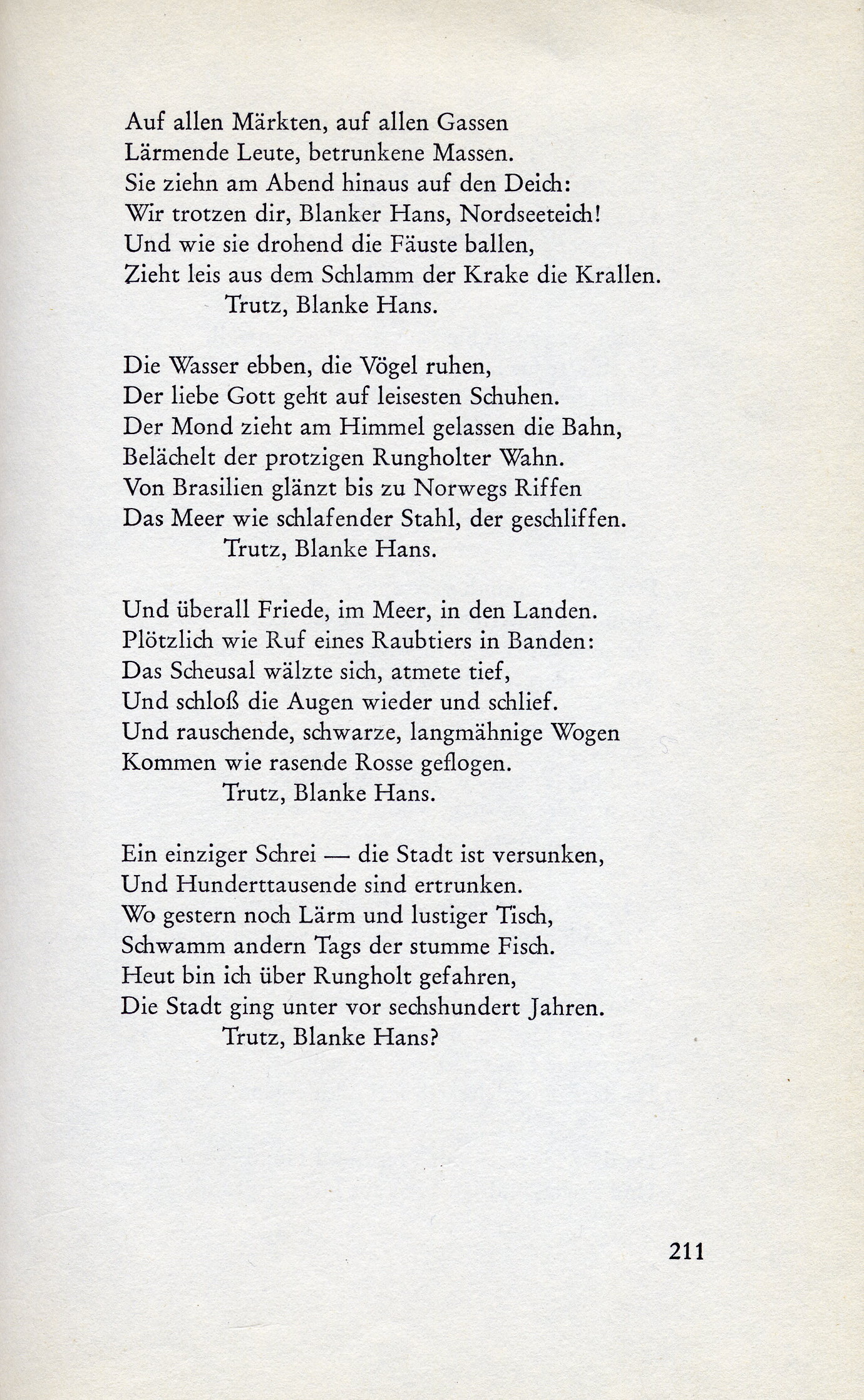

## Hintergrund

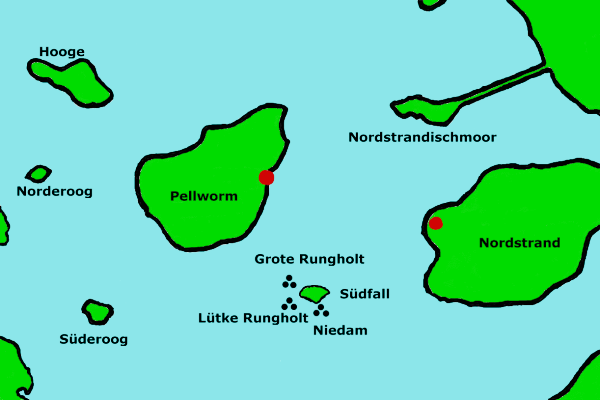
Lage Rungholts

Der wirkliche Ort Rungholt ging in der Zweiten Marcellusflut Mitte Januar 1362 unter. Er lag in der Nähe der heutigen Hallig Südfall vor Pellworm, wo der Dichter 1882/1883 Hardesvogt war. Aus Liliencrons Tagebucheinträgen geht hervor, dass er bei der Überfahrt mit einer Fähre von Husum nach Pellworm von der Rungholt-Sage hörte. Selbst ist Liliencron dabei jedoch nicht „über Rungholt gefahren“, sondern lediglich über eine entfernt davon liegende Sandbank namens Rungholtsand.

## Rezeption
- Achim Reichel vertonte die Ballade auf seinem Album Regenballade.
- Der Puppenspieler und Rezitator Gerd J. Pohl und der Musiker Konstantin Gockel setzten ab 1999 mit der Ballade einen thematischen Schwerpunkt in ihrem Programm Die Flamme zischt.
- Die Jugendlichen des Musikprojekts Junge Dichter und Denker unterlegten 2006 die Ballade mit Beats und rappten den Text auf ihrem Album Die 1ste (mit Thomas D).
- Die deutsche Gruppe Santiano verarbeitete einige teils leicht abgeänderte Verse der Ballade in ihrem 2015 erschienenen Lied Rungholt auf dem Album Von Liebe, Tod und Freiheit.
- Die friesische Pagan-Metal-Band Vike Tare veröffentlichte eine kaum veränderte Fassung auf ihrem Album Feed the Flames.

## Ausgaben
- Detlev von Liliencron: Trutz, blanke Hans. In: Adjudantenritte und andere Gedichte. Leipzig 1883, S. 129–131 (Text bei Wikisource; Online bei Zeno.org.; Scans in deutschestextarchiv.de).
- Detlev von Liliencron: Trutz, Blanke Hans. In: Hans Stern (Hrsg.): Ausgewählte Werke. Holsten-Verlag, Hamburg 1964, S. 209–211 (Text bei Wikisource; Scans: S. 209, S. 210, S. 211).